# Óscar González
 Óscar González  fou un pilot de curses automobilístiques uruguaià que va arribar a disputar curses de Fórmula 1.
Óscar González va néixer el 10 de novembre del 1922 a Montevideo, Uruguai i va morir el 5 de novembre del 2006 a Montevideo, Uruguai.

## A la F1
Va debutar a la primera cursa de la temporada 1956 (la setena temporada de la història) del campionat del món de la Fórmula 1, disputant el 22 de gener del 1956 el GP de l'Argentina al Circuit Oscar Alfredo Galvez.
Óscar González va participar en una sola cursa puntuable pel campionat de la F1, assolí un sisè lloc com a millor posició.

## Resultats a la Fórmula 1
| Any  | Equip        | Xassís   | Motor    | 1      | 2   | 3   | 4   | 5   | 6   | 7   | 8   | Posició | Punts |
| ---- | ------------ | -------- | -------- | ------ | --- | --- | --- | --- | --- | --- | --- | ------- | ----- |
| 1956 | Alberto Uria | Maserati | Maserati | ARG 6* | MON | 500 | BEL | FRA | GBR | ALE | ITA | -       | 0     |

(*) Cotxe compartit.